# Raubershof
Raubershof (fränkisch: Raweaschhuf) ist ein Gemeindeteil der kreisfreien Stadt Schwabach (Mittelfranken, Bayern). Raubershof liegt in der Gemarkung Wolkersdorf.

## Geographie
Nördlich des Weilers grenzt das Flurgebiet „Bäckenfeld“ an, im Westen das Waldgebiet „Waldspitz“. Ein Anliegerweg führt zur Bundesstraße 2 bei Wolkersdorf (0,3 km östlich).

## Geschichte
1623 wurde der Ort als „Rewbßdorf“ erstmals urkundlich erwähnt. Das Bestimmungswort ist Rauber, der Familienname des Siedlungsgründers.
1732 gab es laut den Oberamtsbeschreibungen von Johann Georg Vetter in Raubershof 1 Anwesen, der den Nürnberger Eigenherrn von Fürer als Grundherrn hatte. Gegen Ende des 18. Jahrhunderts gehörte Raubershof zur Realgemeinde Wolkersdorf. Der Raubershof bestand weiterhin nur aus einem Anwesen. Das Hochgericht übte das brandenburg-ansbachische Oberamt Schwabach aus. Der Ganzhof hatte weiterhin den Nürnberger Eigenherrn von Fürer als Grundherrn. Unter der preußischen Verwaltung (1792–1806) des Fürstentums Ansbach erhielt Raubershof die Hausnummer 28 des Ortes Wolkersdorf. 1802 gab es im Ort weiterhin 1 Anwesen.
Von 1797 bis 1808 unterstand der Ort dem Justiz- und Kammeramt Schwabach. Im Rahmen des Gemeindeedikts wurde 1808 Raubershof dem Steuerdistrikt Dietersdorf (II. Sektion) und der 1818 gebildeten Ruralgemeinde Dietersdorf zugeordnet. Am 14. Oktober 1959 wurde die Gemeinde nach Wolkersdorf umbenannt. Am 1. Juli 1972 wurde Raubershof im Zuge der Gebietsreform in Bayern nach Schwabach eingegliedert.
In Raubershof war der Krautanbau von großer Bedeutung.

## Einwohnerentwicklung
| Jahr      | 001818 | 001840 | 001861 | 001871 | 001885 | 001900 | 001925 | 001950 | 001961 | 001970 | 001987 |
| Einwohner | 17     | 10     | *      | 12     | 13     | 16     | 18     | 14     | 21     | 17     | 18     |
| Häuser    | 2      | 2      |        |        | 2      | 3      | 3      | 3      | 3      |        | 4      |
| Quelle    | [ 15 ] | [ 16 ] | [ 17 ] | [ 18 ] | [ 19 ] | [ 20 ] | [ 21 ] | [ 22 ] | [ 23 ] | [ 24 ] | [ 1 ]  |

## Religion
Der Ort ist evangelisch-lutherisch geprägt und bis heute nach St. Georg (Dietersdorf) gepfarrt. Die Einwohner römisch-katholischer Konfession sind nach Heilige Familie (Nürnberg) gepfarrt.